# Der Ackermann aus Böhmen
Der Ackermann aus Böhmen (« Le laboureur de Bohême »), également connu sous le nom de Der Ackermann und der Tod (« Le laboureur et la mort »), est un ouvrage en prose en haut allemand de Johannes von Tepl, écrit vers 1401. Seize manuscrits et dix-sept premières éditions imprimées sont conservés ; la première version imprimée date de 1460 et est l’un des deux premiers livres imprimés en allemand.  Il est remarquable pour le haut niveau de sa langue et de son vocabulaire et est considéré comme l’une des œuvres les plus importantes de la littérature allemande de la fin du Moyen Âge.
Il s’agit d’un dialogue animé entre le laboureur, dont la femme Margaretha est récemment décédée, et la Mort. Les thèmes centraux du livre sont leurs points de vue opposés sur la vie, l’humanité et la moralité. L’œuvre représente également un concept du mariage comme communion d’amour, une notion qui n’était généralement pas acceptée à l’époque.
L’ouvrage se compose de 34 courts chapitres. Dans les chapitres impairs, le laboureur accuse la Mort de l’avoir privé de sa jeune épouse bien-aimée. Dans les chapitres pairs, la mort répond, opposant la logique et le cynisme aux émotions du laboureur. Au chapitre 33, Dieu apparaît et juge la dispute : il rappelle au laboureur qu’il doit sa vie à Dieu, et rappelle à la Mort qu’il doit ses puissances à Dieu. « Alors, demandeur, c’est à vous que revient l’honneur ! Et la Mort, c’est à toi la victoire ! Tout homme est obligé de donner sa vie à la mort, son corps à la terre et son âme à nous. Le chapitre 34 est une prière lyrique du laboureur pour l’âme de sa femme.

### Source
- (en) Cet article est partiellement ou en totalité issu de l’article de Wikipédia en anglais intitulé « Der Ackermann aus Böhmen » (voir la liste des auteurs).